# Гмунденский трамвай
Гмунденский трамвай (нем. Straßenbahn Gmunden) — трамвайная сеть города Гмунден (Австрия). Является одной из самых небольших трамвайных систем мира. Состоит из одной линии длиной 2,3 км. Трамвайную систему эксплуатирует частная фирма Stern & Hafferl.

## История
Трамвайная линия в Гмундене была открыта 13 августа 1894 года, после строительства, продлившегося всего пять месяцев. Первоначально длина линии составляла 2,5 км, в 1975 году линия была укорочена до 2,3 км.
В настоящее время планируется расширение системы за счёт восстановления снятого в 1975 году участка. Рассматривается возможность строительства новых участков.

## Описание системы
Система гмунденского трамвая состоит всего из одной линии длиной 2,3 км Ширина колеи — 1000 мм. Напряжение контактной сети — 600 вольт.
Остановки: Bahnhof — Grüner Wald — Gmundner Keramik — Rosenkranz — Tennisplatz — Kuferzeile — Bezirkshauptmannschaft — Franz-Josef-Platz. Единственное депо расположено между остановками Grüner Wald и Gmundner Keramik.

## Подвижной состав
В нормальной эксплуатации находятся три трамвая, носящие бортовые номера 8,9 и 10 (1961, 1952 и 1952 годов постройки соответственно). Также имеется два более старых трамвая, № 5 (1911 год постройки) и № 100 (1898 год постройки). Эти трамваи используются по особым случаям.

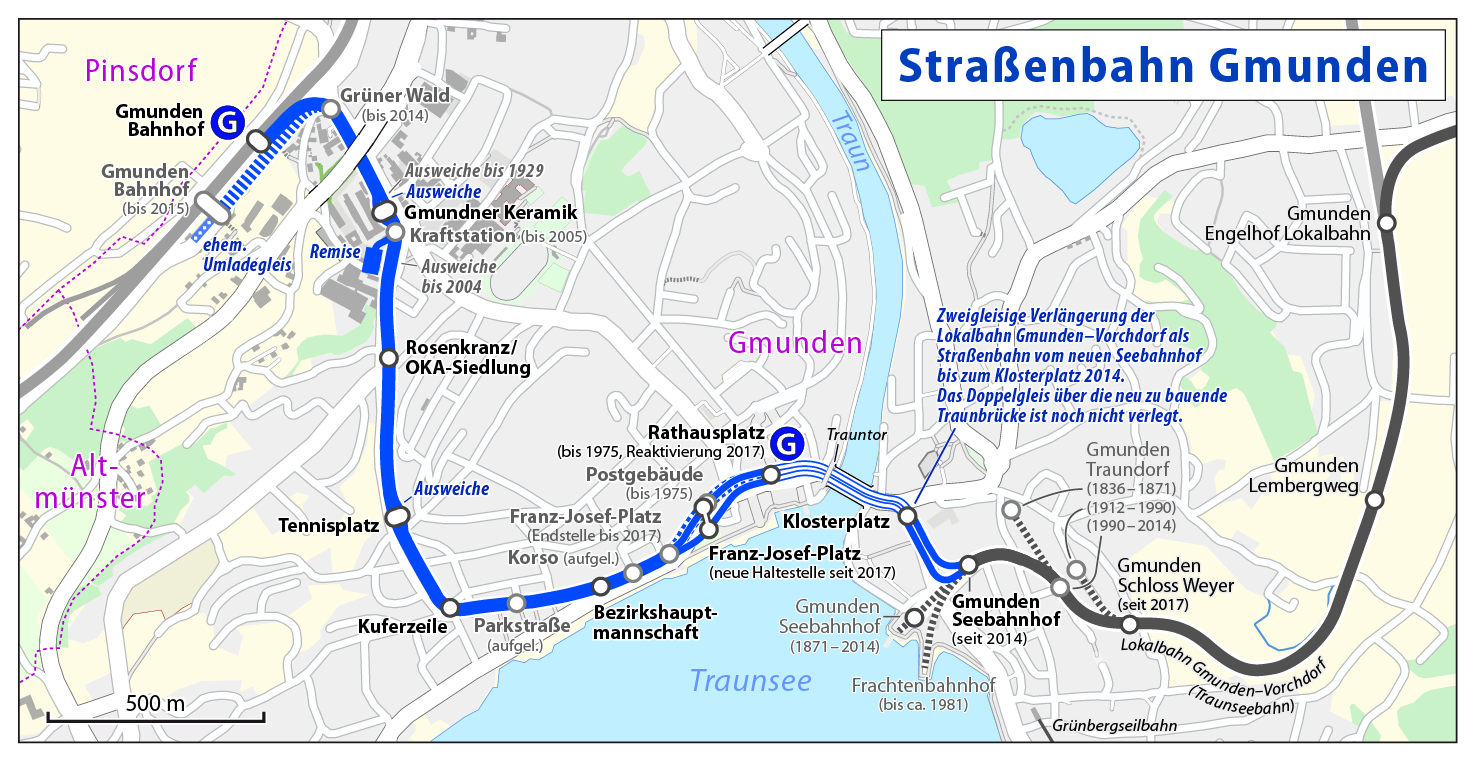